# Dryopteris hirtipes
Dryopteris hirtipes är en träjonväxtart som först beskrevs av Bl., och fick sitt nu gällande namn av O. Kze. Dryopteris hirtipes ingår i släktet Dryopteris och familjen Dryopteridaceae. Inga underarter finns listade.